# 格魯比什諾波列

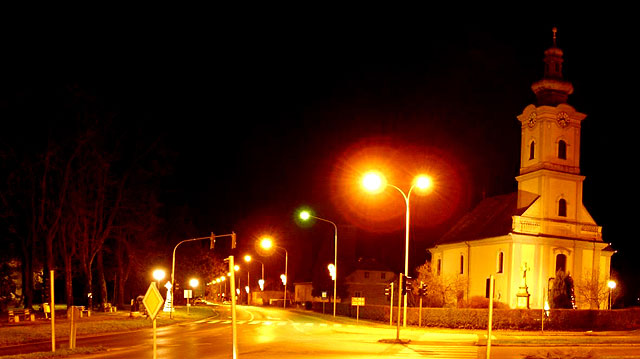

格魯比什諾波列是克羅地亞的城鎮，位於該國東部，由別洛瓦爾-比洛戈拉縣負責管轄，面積269平方公里，海拔高度165米，該地區自石器時代有人類居住，2011年人口6,431。

## 外部連結
- 官方网站 （克羅埃西亞文）